# Фауна Србије
Фауна Србије обухвата све животињске врсте на територији Републике Србије. У Србији постоји барем 429 животињских врста.
Земља је 2001. потписала Конвенцију о међународном промету угрожених врста дивље фауне и флоре (ЦИТЕС Конвенција), чиме се обавезала на активно чување своје дивље флоре и фауне.
Списак фауне Србије је систематски обрађен у неколико томова књига Црвена књига фауне Србије.
На листи угрожених и рањивих животиња у Србији су десетине сисара, птица, водоземаца, гмизаваца, риба, инсеката и других врста. Поједине врсте сведене су на неколико десетине или мање примерака и прети им изумирање. У Србију су заштићене бројне врсте птица, мрки медвед, рис, текуница и друге.
Србију настањују 31 врста слепог миша, од укупно 45 присутних у Европи.
Године 2021. откривена је нова врста пијавице, ендемична врста названа Dina serbica. Друге врсте именоване по Србији су Odiellus serbicus, Serboiulus deelemanni Strasser и Cernosvitovia serbica.

## Заштићене  врсте фауне Србије
У заштићене врсте фауне Србије спадају:
1) дивље врсте фауне које припадају осетљивим или ретким врстама којима не прети опасност од изумирања.
2) дивље врсте фауне које нису угрожене, али се лако могу заменити са угроженим дивљим врстама услед сличног изгледа.
3) врсте фауне ији је одговарајући начин заштите прописан потврђеним међународним уговором.

### Заштићене дивље врсте фауне Србије од сакупљања коришћења и промета[10]
Фам. Testudinidae
1 Testudo hermanni (Шумска корњача) 
Фам. Viperidae
2. Vipera ammodytes (Поскок) 
Фам. Ranidae
3. Pelophylax kl.esculenta (Зелена жаба)
4. Pelophylax lessonae (Мала зелена жаба)
5. Pelophylax ridibundus (Велика зелена жаба) 
Фам. Helicidae
6. Helix aspersa (Баштенски пуж)
7. Helix leucorum (Шумски,сиви пуж)
8. Helix pomatia (Виноградарски пуж)
Фам. Hirudinidae
9. Hirudo medicinalis (Медицинска пијавица)
- Најчешће змије на простору Србије
- Smuk (Coluber longissimus),
- Poskok (Vipera ammodytes)
- Šarka
(Vipera berus)
- Belouška (Natrix natrix)

Сакупљање, коришћење и промет заштићених врста фауне на простору Србије стављено је под контролу  ради обезбеђивања њиховог одрживог коришћења спречавањем сакупљања тих врста из природних станишта у количинама и на начин којим би се угрозио њихов опстанак у будућности, структура и стабилност животних заједница на простору Републике Србије.